# Ismail de Gásni
Ismail ou Esmail ibne Sabuqueteguim (em persa: اسماعیل بن سبکتگین; romaniz.: Esmāʿīl Ibn Sebük Tegīn), melhor conhecido apenas como Ismail ou Esmail, foi o segundo emir de Gásni de 997 a 998. Diz-se que foi um homem de cultura e que era alfabetizado em árabe e persa.

## Vida
Ismail era um dos filhos mais novos de Sabuqueteguim (r. 977–997) com uma filha de Alpetequim. Para assegurar a sucessão, seu pai nomeou-o sucessor em Gásni e Bactro, de modo em que, quando faleceu em agosto de 997, Ismail assumiu o poder como vassalo do emir Almançor II (r. 997–999) e o deposto califa Altai (r. 974–991). O motivo de sua escolha em detrimento a seu irmão mais velho e já experiente comandante militar Mamude é incerto. Seja qual for o motivo, Mamude não aceitou e exigiu reconhecimento de sua posição como senhor supremo dos domínios gasnévidas. Para tal, alistou o seu irmão e governador em Boste Abu Almozafar Nácer e o seu tio Bograchoque em Herate, foi a Gásni e derrotou Ismail em março de 998. Após sua queda, viveu em cativeiro em Gusgã sob tutela dos vassalos farigúnidas.